# Carsten Bjørnlund
Carsten Bjørnlund (28 de junio de 1973) es un actor danés, más conocido por haber dado vida a Rasmus en la serie Rita y actualmente por interpretar a Frederik Grønnegaard en la serie Arvingerne.

## Biografía
En 2004 se casó con la actriz danesa Signe Skov, con quien tuvo dos hijos (Bertram Bjørnlund y Vilfred Bjørnlund). Se divorciaron en el año 2011. Comenzó a salir con la diseñadora Christie Fals, con quien tuvo una hija, Ziggy Bjørnlund, a principios de octubre de 2016.

## Carrera
En 2000 apareció como invitado en la serie Hotellet, donde interpretó a uno de los hombres de confianza de Víctor.
En 2011 se unió al elenco de la película The Thing, donde dio vida a Karl. En 2012 apareció en el video musical "The Fall" del grupo musical Rhye. Ese mismo año se unió al elenco de la serie danesa Rita, donde dio vida a Rasmus hasta el final de la serie en 2015. En 2014 se unió al elenco principal de la serie Arvingerne, donde interpreta a Frederik Grønnegaard hasta ahora.

## Filmografía

### Series de televisión
| Año              | Título                 | Personaje            | Notas                                 |
| ---------------- | ---------------------- | -------------------- | ------------------------------------- |
| 2014 - presente  | Arvingerne             | Frederik Grønnegaard | 17 episodios                          |
| 2012 - 2015,2020 | Rita                   | Rasmus               | 24 episodios                          |
| 2013             | Bødlen                 | Søren Balder         | 2 episodios - miniserie               |
| 2011             | Den som dræber         | Adam Krogh           | 2 episodios                           |
| 2009             | Pagten                 | Jens                 | 18 episodios                          |
| 2009             | Forbrydelsen           | Christian Søgaard    | 10 episodios                          |
| 2008             | Sommer                 | Danny                | 2 episodios                           |
| 2008             | Album                  | Lars Rolsted         | 2 episodios                           |
| 2007             | Anna Pihl              | Per Willemoes        | 2 episodios                           |
| 2006             | Ørnen: En krimi-odyssé | Villner              | episodio "Kodenavn: Kalypso - Del 17" |
| 2003 - 2004      | Forsvar                | Patrik Larsen        | 9 episodios                           |
| 2003             | Skjulte spor           | Bambino              | episodio # 2.1                        |
| 2000             | Hotellet               | Hombre de Victor     | 3 episodios                           |

### Películas
| Año  | Título               | Personaje | Notas |
| ---- | -------------------- | --------- | --- |
| 2011 | ID:A                 | Martin    | Junto a Tuva Novotny, Flemming Enevold, Arnaud Binard, John Buijsman, Rogier Philipoom y Jens Jørn Spottag              |
| 2011 | The Thing            | Karl      | junto a Mary Elizabeth Winstead, Joel Edgerton, Ulrich Thomsen, Eric Christian Olsen, Jonathan Walker y Kristofer Hivju |
| 2011 | Out of Bounds        | Oskar     | junto a Stephanie Leon, Jakob Eklund y Roland Pettersson                                                                |
| 2008 | En enkelt til Korsør | Rasmus    | junto a Lærke Winther Andersen, Kurt Ravn, Bjarne Henriksen, Lisbeth Wulff, Joen Højerslev y Signe Skov                 |

## Premios y nominaciones
| Año  | Categoría                           | Premio             | Series / Película    | Resultado |
| ---- | ----------------------------------- | ------------------ | -------------------- | --------- |
| 2016 | Best Actor - TV Series              | Robert Award       | Arvingerne           | Ganador   |
| 2016 | Best Supporting Actor - TV Series   | Robert Award       | Rita                 | Nominado  |
| 2015 | Best Actor - TV Series              | Robert Award       | Arvingerne           | Ganador   |
| 2014 | Best Actor - TV Series              | Robert Award       | Rita                 | Nominado  |
| 2014 | Outstanding Actor in a Drama Series | Golden Nymph Award | Rita                 | Nominado  |
| 2013 | Best Actor in a TV Series           | Robert Award       | Rita                 | Nominado  |
| 2012 | Best Actor                          | Robert Award       | En enkelt til Korsør | Nominado  |
| 2012 | Outstanding Actor in a Drama Series | Golden Nymph Award | Rita                 | Nominado  |